# Gieleta
Gieleta, często również geleta (Żywiecczyzna, Gorce, Podhale, Beskid Sądecki) lub gelata (Śląsk Cieszyński) – drewniane naczynie szałaśne do dojenia owiec i kóz, używane też w razie potrzeby na wodę i inne płyny lub do przechowywania czegoś, np. bryndzy. Funkcjonuje w kręgu pasterskiej kultury karpackiej, w tym również w Tatrach.
Gielety są produktem bednarskim. Wykonywane są z klepek (bednarek), zwykle z drewna jaworowego, ściągniętych opaskami z korzeni sosny lub świerka, z wstawianym dnem, litym lub również z klepek. Mają kolisty, czasem nieco zowalizowany przekrój. Są niskie, dołem szersze, górą nieco węższe. Wewnątrz naczynia, przy górnym brzegu, wstawiony jest w linii średnicy drążek-poprzeczka jako uchwyt do noszenia. Po jednej stronie drążka gieleta ma brzeg obniżony o kilka centymetrów, co ułatwia podstawianie naczynia pod wymiona zwierzęcia i jego dojenie.
Seweryn Goszczyński, który po upadku powstania listopadowego ukrywał się w 1832 roku na Podhalu w swym „Dzienniku podróży do Tatrów” zanotował wówczas w „Słowniczku wyrazów Podhalan”: Galeta – wiaderko do dojenia.
W „Słowniku gwary podhalskiej” Bronisława Dembowskiego z 1894 r. czytamy: geleta, drewniane naczynie z pałąkiem, w połowie bednarki ma wyższe, służy do dojenia owiec. Jan Karłowicz w „Słowniku gwar polskich” (t. II, 1901) podał szereg definicji gielety, pochodzących z różnych źródeł, m.in. Gieleta = naczynie mające kształt faski, używane na mleko przy dojeniu owiec także ...rodzaj skopca u Górali lub Geleta = kubełek z pałączkiem wewnątrz, z jednej strony niższy, z drugiej wyższy, używany zamiast skopka przy dojeniu owiec. Jednocześnie wytknął błędną formę nazwy (galeta), przytoczoną przez Goszczyńskiego.
Geleta jest drewnianym wiaderkiem, o charakterystycznym kształcie (…), używanym przy dojeniu owiec – podał z kolei Ludomir Sawicki w sprawozdaniu z prowadzonych w 1912 r. badań nad szałaśnictwem na Wołoszczyźnie Morawskiej. W następnym roku 1913 podał z podobnych badań na Śląsku Cieszyńskim: Do zbierania mleka z udoju służą gelety, których zwykle jest po kilka w każdym szałasie (tyle, ilu jest dojących pasterzy). Pół wieku później Wanda Herniczek-Morozowa zanotowała w Piwnicznej: ...do gelety dojili, tys taki cebrzyk był, z jedny strony wysy, śrotkem kołek i za tyn kołek się nosi.
W „Słowniku gwar polskich” Karłowicza znalazły się również zdrobnienia: Gielátka = faseczka drewniana na masło, mieszcząca w sobie pół a[lbo]. całą dawną kwartę oraz Gelátka = dzieżeczka na masło, kwartowa a[lbo]. dwukwartowa.
Nazwa prawdopodobnie pochodzi od rumuńskiego găleátă (wiadro, gieleta), choć nie wykluczony wpływ niemiecki (górnoniemieckie gellete).